# Sadler József
Sadler József (Joseph Sadler, Pozsony, 1791. május 6. – Pest, 1849. március 12.) orvosdoktor, botanikus, egyetemi tanár, a Magyar Nemzeti Múzeum természetrajzi osztályának őre. Botanikai szakmunkákban nevének rövidítése: „Sadler”.

## Élete
Gimnáziumi tanulmányainak elvégzése után 15 éves korában gyógyszerészsegéd lett az irgalmasrendűek gyógyszertárában. Azután elvégezvén a gyógyszerészi tanfolyamot a pesti egyetemen, 1810-ben gyógyszerészmesteri oklevelet kapott. Bölcseleti és orvostudományi tanulmányait ugyancsak Pesten 1812-től 1819-ig végezte. Már mint tanuló segéd lett a vegytani és növénytani tanszék mellett s mint ilyen 1815-től 1819-ig működött. 1820-ban orvosdoktorrá avattatott és még ugyanezen év július 20-án a Nemzeti Múzeum természetrajzi tárának segédőre, 1821. szeptember 2-án pedig rendes őre lett. 1832-ben a pesti egyetemen a növénytan helyettes, 1834-ben pedig rendes tanárává neveztetett ki, hol 1848-ig működött. 1838-tól 1842-ig mint helyettes a vegytant is tanította. 1826-tól 1830-ig a dékáni hivatalt vezette. Tagja volt 1827-től a moszkvai természetvizsgálók cs. társaságának és a weimari mineralogiai s a regensburgi füvésztársaságnak. Érdemei elismeréseül több növényt neveztek el róla, pl. Potentilla Sadleri Reichb., Ferula Sadleriana Ledeb.
Cikkei az Orvosi Tárban (1840. II. Tüzesvas kőkemű, scirrhosus, végbéliszam, prolapsus ani ellen, 1841. I. A búziási ásványvizek, in nuce); a M. természettud. társulat Évkönyvében (I. 1841-45. A horvátországi meteorkőesésről, A növénytan történetei a XVI. században, A kétszikű növények évrétegeiről, A magyarországi fűneműek családjáról, Haberle életrajza); a M. orvosok és természetvizsgálók Munkálataiban (VI. 1846. A kosborneműek földrajzi elterjedése Magyarhonban.)

## Munkái
- Verzeichniss der um Pesth und Ofen wildwachsenden phanerogamischen Gewächse mit Angabe ihrer Standorte und Blüthezeit. Pesth. 1818.
- Dissertatio inaug. medica sistens descriptionem plantarum epiphyllospermarum Hungariae et provinciarum adnexarum atque Transylvaniae indigenarum. Pesth. 1820.
- Magyarázat a magyar plánták szárított gyűjteményéhez. Pesth, 1824-30. Nyolcz füzet.
- Nachträge zu den Icon. plantarum rariorum Hung. von Rochel gezeichnet. Hely és év n.
- Flora Comitatus Pestiensis. Pestini, 1825-26. Két kötet. (I. Monandria-Decandria. II. Dodecandria-Polygambia. 2. kiadás egy kötetben. Pestini, 1840.
- De filicibus veris Hungriae, Transylvaniae, Croatiae et Litoralis Hungricae solennia instaurationis semisecularis universitatis Hungaricae die XXVIII. Junii anni 1830 recolens disserit, Budae, 1830.
- Sadler Mihály, Specimen inaug. sistens Synopsin salycum Hungariae. Budae, 1831. (Sadler József kézirataiból.)
- Institutionum botanicarum pars prior: Glossologia Systematica et Phytographia. Budae, 1845. (Egyetemi előadásainak vezérfonala volt.)
- Feueregger Károly, Dissertatio inaug. medico-botanica de valerianeis Hungariae, Croatiae, Transsylvaniae, Dalmatiae et Litoralis Hungarici. Budae, 1837. (S. kézirataiból.)
- Grész János, Dissertatio inaug. medico-botanica de potentillis Hungariae, Croatiae, Transylvaniae, Dalmatiae et Litoralis Hungarici. Budae, 1837. (S. kézirataiból.)
- Czompó János, Dissertatio inaug. med.-bot. de euphorbiaceis Hungariae, Croatiae, Transsylvaniae, Dalmatiae et Litoralis Hungarici. Budae, 1837. (S. kézirataiból.)
- Jankovich Antal Pál, Dissertatio inaug. sistens literaturam doctrinae de fungis venenatis suspectis et edulibus aceidente synopsis specierum Hungaricarum amanitae. Budae, 1838. (S. kézirataiból.)
- Hoffer István, Dissertatio inaug. bot.-medica sistens lycopodineas Hungariae. Budae, 1839. (S. kézirataiból.)
- Die Gräser Uugarns, gesammelt und für Botaniker und Oekonomen herausgegeben. Ezen czím alatt is: Agrostotheca hungarica, complectens plantas siccatas gramineas, cyperaceas et junceas Hungariae, Croatiae et Dalmatiae. Hely és év n. Két füzet.